# Maccabiades

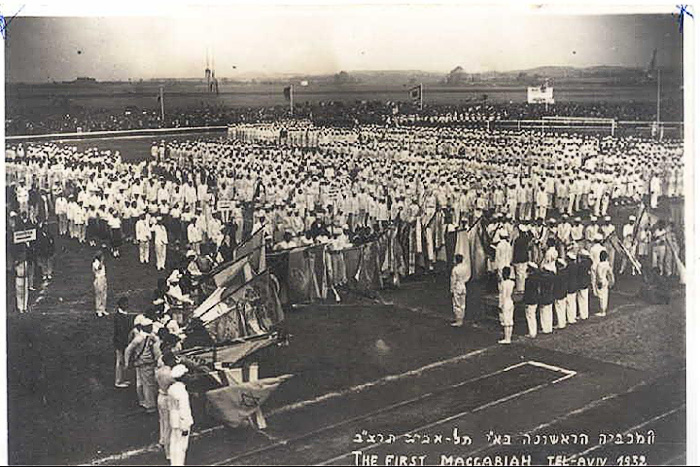
Cérémonie de la première édition en 1932.

Les Maccabiades (hébreu : מַכַּבִּיָּה) sont des rencontres sportives juives organisées tous les quatre ans en Israël par la Maccabi World Union, à l'image des Jeux olympiques. La première édition de cette compétition a eu lieu en 1932. Il existe aussi des Maccabiades continentales en Amérique, en Europe et en Océanie.
La délégation française a une Maccabiade formée par le Maccabi France qui regroupe les clubs Maccabi de France.

## Liste des Maccabiades
- 1932 : 1re Maccabiades 14 pays, 390 athlètes
- 1935 : 2e Maccabiades 28 pays, 1350 athlètes
- 1950 : 3e Maccabiades 19 pays, 800 athlètes
- 1953 : 4e Maccabiades 21 pays, 890 athlètes
- 1957 : 5e Maccabiades 19 pays, 980 athlètes
- 1961 : 6e Maccabiades 27 pays, 1 000 athlètes
- 1965 : 7e Maccabiades 19 pays, 1 200 athlètes
- 1969 : 8e Maccabiades 27 pays, 1 500 athlètes
- 1973 : 9e Maccabiades 23 pays, 1 499 athlètes
- 1977 : 10e Maccabiades 34 pays, 2 694 athlètes, 26 sports
- 1981 : 11e Maccabiades 30 pays, 3 450 athlètes, 30 sports
- 1985 : 12e Maccabiades 40 pays, 4 000 athlètes, 28 sports
- 1989 : 13e Maccabiades 45 pays, 4 500 athlètes
- 1993 : 14e Maccabiades 56 pays, 5 600 athlètes, 32 sports
- 1997 : 15e Maccabiades 53 pays, 5 000 athlètes, 36 sports
- 2001 : 16e Maccabiades 41 pays, 3 000 athlètes, 44 sports
- 2005 : 17e Maccabiades 54 pays, 8 100 athlètes
- 2009 : 18e Maccabiades 51 pays, 7 500 athlètes
- 2013 : 19e Maccabiades 77 pays, 7 500 athlètes
- 2017 : 20e Maccabiades 85 pays, 10 000 athlètes

## Liste des Maccabiades européennes
- 1929 : 1re Maccabiades européennes à Prague  Tchécoslovaquie.
- 1930 : 2e Maccabiades européennes à Anvers  Belgique.
- 1959 : 3e Maccabiades européennes à Copenhague  Danemark.
- 1963 : 4e Maccabiades européennes à Lyon  France.
- 1979 : 5e Maccabiades européennes à Leicester  Royaume-Uni.
- 1983 : 6e Maccabiades européennes à Anvers  Belgique.
- 1987 : 7e Maccabiades européennes à Copenhague  Danemark.
- 1991 : 8e Maccabiades européennes à Marseille  France.
- 1995 : 9e Maccabiades européennes à Amsterdam  Pays-Bas.
- 1999 : 10e Maccabiades européennes à Glasgow  Royaume-Uni.
- 2003 : 11e Maccabiades européennes à Anvers  Belgique.
- 2007 : 12e Maccabiades européennes à Rome  Italie.
- 2011 : 13e Maccabiades européennes à Vienne  Autriche.
- 2015 : 14e Maccabiades européennes à Berlin  Allemagne.
- 2019 : 15e Maccabiades européennes à Budapest  Hongrie

### Maccabiades d'hiver

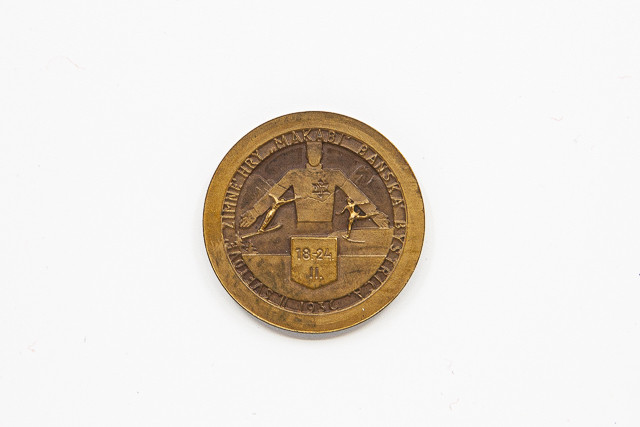
Medaille en bronze des jeux d’hiver à Banska Bystrica, 1936, dans la collection du musée juif de Suisse.

- 1933 : 1re à Zakopane, Pologne, 8 pays, 250 athlètes,
- 1936 : 2e à Banská Bystrica, Tchécoslovaquie, 12 pays, 2000 athlètes

## Liste des Maccabiades panaméricaines
- 1966 : São Paulo  Brésil
- 1979 : Mexico  Mexique
- 1983 :  Brésil
- 1987 : Caracas  Venezuela
- 1991 :  Uruguay
- 1995 : Buenos Aires  Argentine
- 2003 : Santiago  Chili
- 2007 : Buenos Aires  Argentine
- 2011 : Sao Paulo  Brésil
- 2015 :  Chili